# I Love That Man
I Love That Man es una película dramática estadounidense de 1933 dirigida por Harry Joe Brown y escrito por C. Graham Panadero, Casey Robinson y Gen Towne. Las estrellas de película Edmund Lowe, Nancy Carroll, Robert Armstrong, Lew Cody, Warren Hymer, Grant Mitchell y Dorothy Burgess. La película estuvo liberada por el 9 de junio de 1933, por Paramount Pictures.

## Reparto
- Edmund Lowe como Cerebros Stanley / Roger Winthrop.
- Nancy Carroll cuando Grace Clark.
- Robert Armstrong cuando Driller.
- Lew Cody cuando Etiquetas Castell.
- Warren Hymer como Mousey.
- Grant Mitchell cuando Dr. Crittenden
- Dorothy Burgess como Ethel.
- Walter Walker cuando Señor Walker.
- Berton Churchill cuando Mordant.
- Susan Fleming cuando señorita Jones.
- Luis Alberni cuando Angelo.
- Lee Kohlmar como Hombre Viejo Cohen.
- Harvey Clark cuando Fred J. Harper
- Belle Mitchell cuando Maria.
- Leon Holmes como Abe.
- Esther Muir como Babe.
- Patrick H. O Soycallejón, Jr. Cuando Prisión Interne.
- Lloyd Ingraham cuando As.